# Heinkel He 162

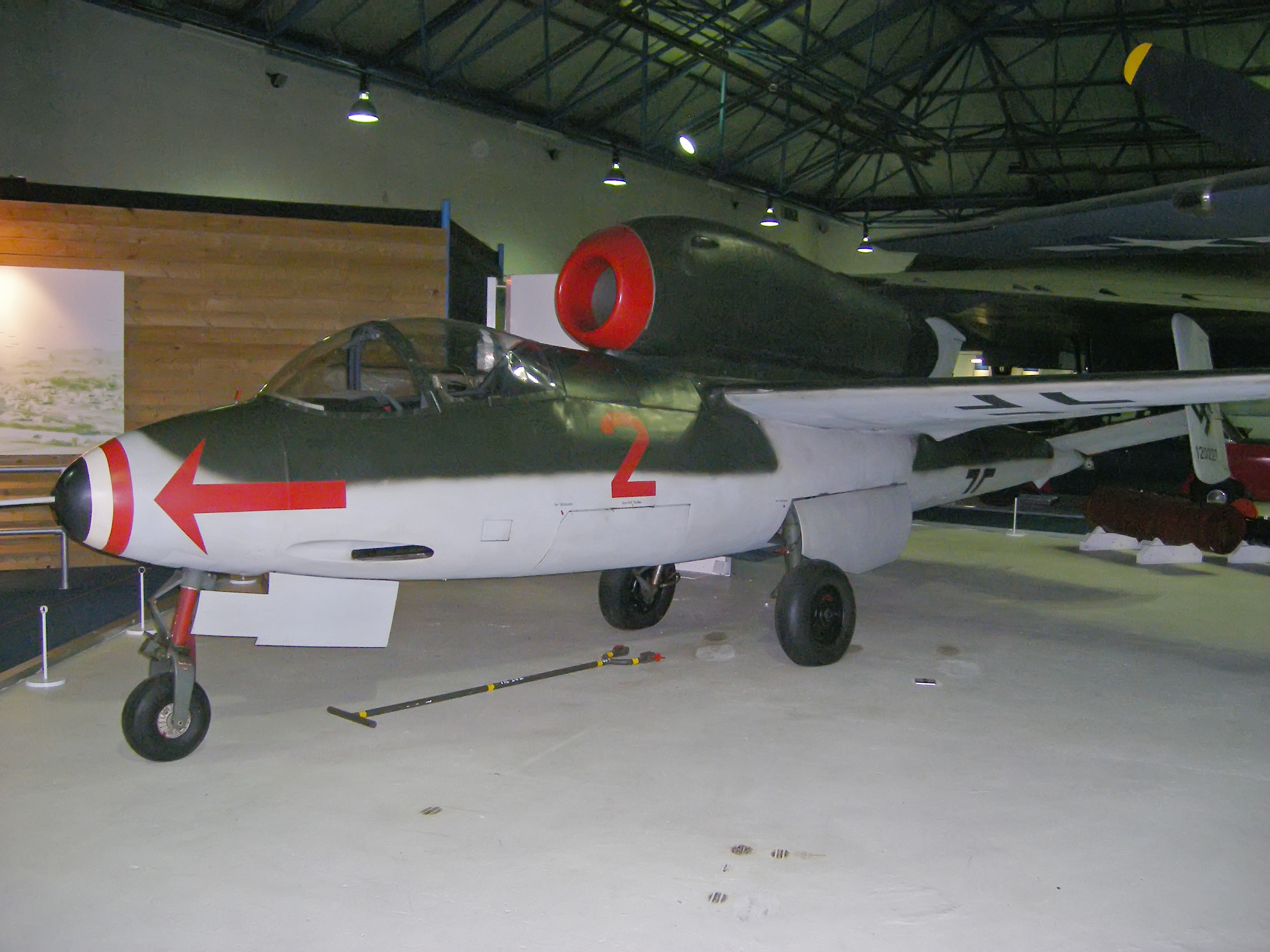
Heinkel He 162 "Volksjäger" al Museu de la RAF a Londres

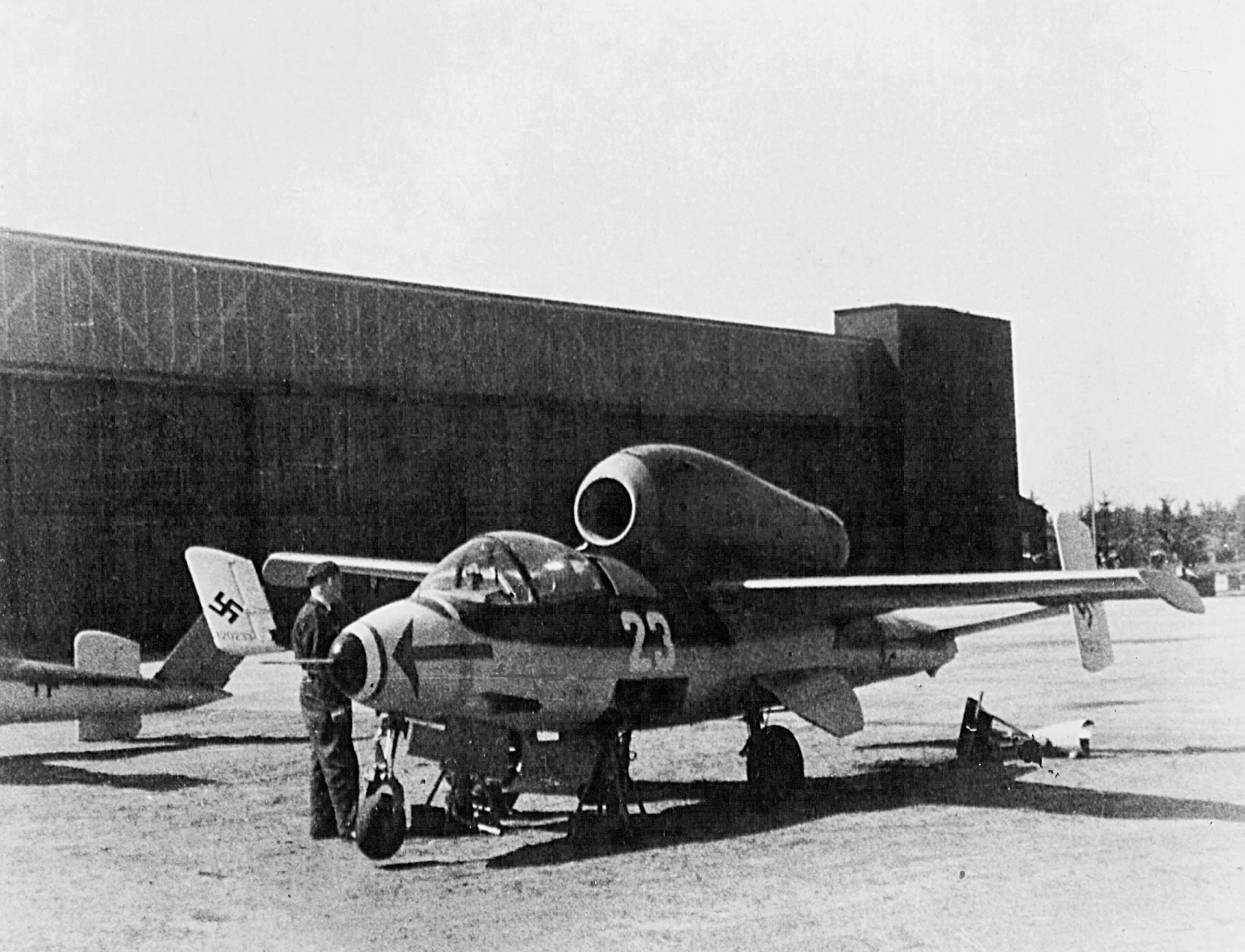
Heinkel He 162 capturat a França el 1945

El Heinkel He 162 "Volksjäger", també conegut com a "Spatz" o "Salamander" fou un caça de la Luftwaffe fabricat durant el darrer any del Tercer Reich.
El He 162 estava construït amb materials poc sofisticats, com fusta, a causa de la penúria dels darrers anys de la guerra. Tot i així estava propulsat a reacció per un turborreactor BMW 003E-1 o E-2. L'empresa Heinkel va acabar 170 exemplars abans que la fàbrica fou capturada 

## Història
A partir del primer trimestre de 1944, vers el final de la Segona Guerra Mundial, les ciutats d'Alemanya varen ser bombardejades intensament cada dia pels bombarders aliats.
Després de considerar les prioritats, l'agost del mateix any la Luftwaffe va exigir als industrials la producció d'un Volksjäger (Caça del Poble) que hauria de ser produït en massa utilitzant els menors recursos possibles. El Volksjäger havia de ser un avió ràpid, de baix cost i relativament fàcil de volar, àdhuc per membres de les Joventuts Hitlerianes ràpidament entrenats en planadors.
Després d'una competició de disseny que va afectar gairebé totes les fàbriques d'avions alemanyes, l'avió elegit com a "Volksjäger" fou el Heinkel He 162 "Spatz" (Pardal). L'únic avió comparable fou el Henschel Hs 132, molt similar però on el pilot anava gitat en lloc d'assegut. El primer prototip del He 162 volà al desembre de 1944.

## Característiques
- Tripulació: 1 pilot
- Llargada: 9.05 m
- Envergadura: 7.2 m
- Alçària: 2.6 m
- Superfície: 14.5 m²
- Pes en buit: 1,660 kg
- Pes màxim a l'envol: 2,800 kg

Perfil del He 162

- Motor: 1 Turborreactor de flux axial 
  - Tipus: BMW 003E-1 o E-2
  - Empenyiment: 7.85 kN
- Velocitat màxima: 905 km/h
- Autonomia: 975 km
- Sostre: 12,000 m
- Velocitat ascensional: 1,405 m/min
- Armament: 2 canons automàtics MG 151 de 20 mm amb 120 rpg (He 162 A-2) o 2 canons automàtics MK 108 de 30 mm amb 50 rpg (He 162 A-0, A-1)

## Models principals
- He 162 A-0 – els primers models abans de la producció en massa.
- He 162 A-1 – armat amb 2 canons MK 108 de 30 mm i 50 rpg.
- He 162 A-2 – armat amb 2 canons MG 151/20 de 20 mm i 120 rpg.
- He 162 A-3 – amillorament proposat amb morro reforçat i 2 canons MK 108 de 30 mm.
- He 162 A-8 – amillorament proposat amb el turborreactor Jumo 004D-4 més potent.